# Хили, Мора
Мора Трейси Хили (англ. Maura Tracy Healy; род. 8 февраля 1971, Walter Reed National Military Medical Center, Мэриленд) — американский политик и юрист. С января 2015 года занимала должность генерального прокурора Массачусетса. 8 ноября 2022 года избрана губернатором Массачусетса. Член Демократической партии. Открытая лесбиянка.